# Белохонов, Дмитрий Андреевич
Дми́трий Андре́евич Белохо́нов (род. 11 марта 1999, Череповец, Вологодская область, Россия) — российский  хоккеист, выступавший за клубы главной лиги Казахстана.

## Биография
Родился в 1999 году в Череповце, с 2008 года участвовал в юношеских соревнованиях, представляя местную «Северсталь». Дебютировал в МХЛ в сезоне 2016/17 в составе череповецкого «Алмаза», в сезоне 2017/18 перешёл в альметьевский «Спутник», в сезоне 2018/19 — во владивостокский «Тайфун», в сезоне 2019/20 — в клуб НМХЛ «Белгород».
В 2020—2022 годах выступал в составе усть-каменогорских клубов казахстанской Pro Hokei Ligasy «Алтай-Торпедо» и «Торпедо». В сезоне 2022/23 перешёл в пермский клуб ВХЛ «Молот», в октябре 2023 года — в состав ханты-мансийской «Югры», в декабре — вернулся в «Торпедо» из Усть-Каменогорска. В сезоне 2024/25 заключил контракт с вошедшей в ВХЛ кирово-чепецкой «Олимпией».